# Циклаури, Зураб Сергеевич
Зура́б Серге́евич Циклау́ри (род. 3 июня 1974, Куйбышев) — российский футболист, нападающий. Играл за команды высшей лиги «Крылья Советов» (Самара), «Уралан» (Элиста), «Алания» (Владикавказ).

## Биография
Воспитанник куйбышевского «Локомотива» и куйбышевской ДЮСШ № 9. Первые тренеры Владимир Кулаков и Рашид Конеев. Начинал играть в СКД (Самара). В 1993 году тренер «Крыльев Советов» Виктор Антихович в игре против нижегородского «Локомотива» выпустил на поле молодого Зураба Циклаури. Эта игра долго оставалась единственной. Только через полтора года Зураб снова начал появляться в составе «Крыльев».
В высшей лиге чемпионатов России провёл 208 матчей, забил 42 мяча, из них в самарских «Крыльях Советов» — 154 игры, 26 мячей.
Профессиональную карьеру закончил в 34 года. Являлся председателем самарской городской федерации футбола. 
С 2010 г. по 2019 г.  работал в ПФК « Крылья Советов» заместителем генерального директора и руководителем селекционного отдела.

### Личная жизнь
Является этническим грузином. Женат, воспитывает сына и двух дочерей.

## Достижения
- Победитель первого дивизиона первенства России 2005
- Серебряный призёр первого дивизиона первенства России 2001